# Vestfjorden (Nordland)
 For alternative betydninger, se Vestfjorden. (Se også artikler, som begynder med Vestfjorden)
Vestfjorden er et havområde mellem Lofoten og Salten i Nordland. I streng, geologisk forstand er Vestfjorden ikke nogen fjord. 
På vestsiden af fjorden ligger kommunene (fra syd til nord) Røst, Værøy, Moskenes, Flakstad, Vestvågøy, Vågan og Lødingen. På østsiden ligger kommunene (fra nord til syd) Ballangen, Tysfjord, Hamarøy, Steigen, Bodø, Gildeskål, Meløy og Rødøy.
Ved større bygder og byområder langs fjorden finder man Å i Lofoten, Moskenes, Reine, Ballstad, Stamsund, Henningsvær, Kabelvåg, Svolvær, Lødingen, Leines, Kjerringøy og Bodø.